# Овчарска брадва
Овчарската брадва е дълга тънка лека брадва с евразийски произход, използвана през миналите векове от овчарите в Карпатите, в Словакия, Чехия, Полша, Украйна, Румъния и Унгария. Овчарската брадва е инструмент и бастун, който може да се използва като леко оръжие. Има символични исторически и културни конотации и все още се използва като опора в много традиционни танци, например словашкия одземек.

## Име в различните езици
В езиците на различните народи: унгарски – fokos; чешки и словашки – valaška, полски (в разл. региони): ciupaga, rąbanica, obuszek, cekanka, wataha, wataszka, две късни форми в румънски vătaf (master shepherd); румънски – baltag, secure; руски – валашка, valaška; украински – бартка, bartka, топірець, topirets. В българския се среща като балта, балтия (от румънското baltag). Среща се и като гуцулска брадва от карпатски вид (гуцулска дръжка).

## Външен вид
Овчарска брадва е лека брадва с дълга и права дървена дръжка, често с метално капаче. Дължината обикновено е малко повече от 1 метър. Дръжките обикновено са гравирани, тъй като техните собственици имат достатъчно време за изработка.
Днешните овчарски брадвички са предимно декоративни, някои от които имат златни или сребърни глави (предимно месинг, желязо, хромирано желязо, дърво или алуминий – рядко се случва всяка глава на брадва да е от твърдо злато или сребро). Много от тях се считат за произведения на изкуството (особено тези, създадени през 60-те години от високопланински жители). Те са умело щамповани и украсени според древната традиция. Основните мотиви са слънцето, звездите (вихър), кометите, дървото на живота, цветята, дърветата като ела или смърч и различни геометрични дизайни. Някои ковачи използват много различни, сложни печати.

## История и употреба
Първото писмено споменаване на овчарската брадва идва от съда на император Цин Шъхуан. Той е изобразен и върху скитски изображения. Първите потребители на овчарската брадва са евразийски номади. Много от тях са открити в гробове на авари. Освен често срещаните източни степни видове, аварското влияние може да се усети и върху дръжките на унгарската брадва.
През IX век унгарските воини използват леки брадви на дълги дръжки, наречени fokos, във военния си арсенал по време на нашествието си в Централна Европа. Освен тях прабългарите, а също и аланите и славяните използват подобни оръжия.
В Словакия и Полша овчарските брадви са неразделни инструменти на местните овчари, заедно с тежки декоративни колани. В словашката култура овчарската брадва е популяризирана от местната историческа личност, разбойника Юрай Яношик.
В Унгария модифицираните брадви се използват и като бойни оръжия от унгарските воини в ранния модерен период, използвани например през XVIII век във войната за независимост на Ракочи срещу Австрия. През XVII и XVIII век унгарският куруцки лидер Имре Тьокьоли и неговите войници използват овчарски брадви като оръжие. Унгарските овчари в северните райони ги използват също като инструменти.
Много жители от региона Галиция (Галичина) са изобразявани да държат bartka, особено членове на местната селска съпротива от XIX век, известна като опришки, често свързвана с техния по-известен лидер Олекса Довбуш.

## Съвременна употреба
Овчарските брадви все още се правят и продават като сувенири и за декоративни цели. Те все още се използват в много традиционни танци. Понякога те могат да бъдат забелязани в селските части, където възрастните мъже все още ги използват като бастуни. Рядко се използват като инструменти или оръжия.

## Галерия
- Клеменс Бахледа държи брадвичка
- Юрай Яношик с брадва
- Имре Тьокьоли с фокош
- Бунтовникът Васил Баюрак държи бартка
- Бартка от Северин Обст (1882), детайл